# Avenue de la Liberté (Clichy et Saint-Ouen-sur-Seine)
Pour les articles homonymes, voir Avenue de la Liberté.
L’avenue de la Liberté, anciennement boulevard urbain de Clichy Saint-Ouen (BUCSO), est un projet routier des départements des Hauts-de-Seine et de la Seine-Saint-Denis permettant de désenclaver le centre-ville de Clichy et le futur quartier des Docks de Saint-Ouen-sur-Seine.

## Situation et accès
L'avenue permettra de connecter le pont de Gennevilliers, dans la continuité de l'autoroute A15, à la gare de Saint-Ouen.
Parcours
L'avenue, prévue sous forme d'une 2x1 voie, démarre au pont de Gennevilliers à la fin de la RN 315. Elle s'écarte ensuite vers l'est de Clichy afin de rejoindre le boulevard Victor-Hugo au niveau de la gare de Saint-Ouen.
Elle suit en fait le tracé du prolongement non réalisé de l'A15 vers la porte Pouchet et le boulevard périphérique de Paris. Les tronçons au nord, principalement à Clichy, sont encore inexistants bien que l'on en devine le tracé, sur l'emprise d'une vaste fourrière automobile, réservation du prolongement de l'A15.
Au sud, l'avenue reprendra la rue Dora-Maar à Saint-Ouen-sur-Seine. En 2020, la rue n'est pas encore connectée au boulevard Victor-Hugo, en raison des travaux du prolongement de la ligne 14.

## Origine du nom
Le nom « avenue de la Liberté » rappelle la devise de la France : « Liberté, Égalité, Fraternité ».

## Historique
Initialement nommé « BUCSO » pour Boulevard Urbain de Clichy Saint-Ouen, le projet est renommé « Avenue de la Liberté » en janvier 2018.
La concertation sur le projet a lieu du 12 avril au 21 mai 2021,. Le calendrier prévisionnel est alors ainsi fixé : 
- 2022 : enquête publique ;
- 2024-2026 : travaux puis mise en service.